# Salome (Schwester des Herodes)
Salome (* um 65 v. Chr.; † um 10 n. Chr.) war die einzige Schwester des jüdischen Königs Herodes des Großen. Ihre Lebenszeugnisse sind in den Jüdischen Altertümern des römisch-jüdischen Historikers Flavius Josephus überliefert.

## Ehen und Kampf gegen Mariamne
Salome war die Tochter des Idumäers Antipatros und der Kypros, einer Nabatäerin. Sie hatte vier Brüder: Phasael, Herodes den Großen, Joseph und Pheroras. Da Herodes die lange regierende Familie der Hasmonäer von der Macht verdrängt hatte und beim jüdischen Volk unbeliebt war, fürchtete er zeit seines Lebens Komplotte gegen seine Herrschaft. Zwar heiratete er 37 v. Chr., um sein Prestige zu erhöhen, die Hasmonäerin Mariamne I., die ihm auch zwei Söhne Alexandros und Aristobulos gebar, doch blieb er misstrauisch und ließ im Laufe seiner langen Regierung viele Familienmitglieder hinrichten, woran Salome maßgeblichen Anteil gehabt haben soll.
Zuerst vermählte sich Salome mit ihrem Onkel Joseph, dem Bruder des Antipatros. Als Herodes nach Laodikeia zum Triumvirn Marcus Antonius reiste, um sich für den ihm vorgeworfenen Mord an dem Hasmonäerspross Aristobulos zu rechtfertigen, ernannte er Joseph zu seinem Stellvertreter und trug ihm auch die Aufsicht über Mariamne auf. Salome hegte aber gegen Herodes’ Gattin großen Zorn, da sie von dieser wegen ihrer niedrigeren Herkunft abschätzig behandelt wurde. Sie trachtete aber auch auf die Beseitigung ihres Gatten und beschuldigte ihn daher, als Herodes erfolgreich von Laodikeia zurückkehrte (um 35 v. Chr.), Ehebruch mit Mariamne getrieben zu haben. Diese wurde noch einmal verschont, Salomes Gatte Joseph aber wurde ohne Verhör hingerichtet.
In zweiter Ehe heiratete Salome nun den vornehmen Idumäer Kostobaros, der zum Statthalter von Idumäa und Gaza befördert wurde. Sie war ihrem Gatten anfangs durchaus zugeneigt und setzte sich, als er verräterischer Verhandlungen mit der ptolemäischen Königin Kleopatra VII. beschuldigt wurde, erfolgreich bei ihrem erzürnten Bruder für ihn ein. Herodes war als treuer Verbündeter des Antonius nach dessen Niederlage in der Schlacht bei Actium in einer schwierigen Lage, übertrug seinem Bruder Pheroras die Regierung und quartierte Salome und seine Kinder in der Burg Masada ein, ehe er zur Begrüßung des siegreichen Octavian, zu dem er übertreten wollte, nach Rhodos reiste (30 v. Chr.). Nachdem ihn Octavian in seiner Herrschaft bestätigt hatte, wurde sein Verhältnis zu Mariamne nach seiner Rückkehr zunehmend gespannter. Dies nutzte Salome zu einer Intrige. In ihrem Auftrag erzählte ein Mundschenk dem Herodes vertraulich, Mariamne habe ihn mit einem Liebes- und Gifttrank geschickt. Deshalb und wegen weiterer Gerüchte über Mariamnes vermeintliche Untreue erzürnt, ließ Herodes auf Druck Salomes seine Gattin hinrichten (29 v. Chr.).
Auch mit ihrem zweiten Gemahl Kostobaros zerstritt sich Salome, wollte sich entgegen dem jüdischen Gesetz von ihm scheiden lassen und beschuldigte ihn schließlich bei ihrem Bruder, gegen diesen Komplotte zu schmieden. Zur Unterstreichung ihrer Anklage erzählte sie Herodes, dass ihr Gatte schon zehn Jahre lang die Söhne eines Babas verstecke, die einst gegen den jüdischen König aufgetreten waren und seither von diesem gesucht wurden. Mit den bei den Juden angesehenen Söhnen des Babas plane Kostobaros nun einen Umsturz. Nach der Entdeckung dieser Söhne ließ sie Herodes zusammen mit Kostobaros exekutieren (28/27 v. Chr.).
Später lernte ein wohlgestalteter Mann namens Syllaios, der Statthalter des Nabatäerkönigs Obodas III., Salome bei einem Gastmahl des Herodes kennen und die beiden verliebten sich ineinander. Sie sollen auch eine unziemliche Beziehung angeknüpft haben. Etwas später bat Syllaios beim jüdischen König um die Hand seiner Schwester, die dazu gerne bereit war. Da der Araberfürst aber nicht zum Judentum konvertieren, sich also nicht beschneiden lassen wollte, kam die Heirat nicht zustande. Pheroras und einige Hofdamen warfen Salome zügelloses Verhalten vor. Nun sollte Salome einen der Vertrauten ihres Bruders namens Alexas zum dritten Gemahl nehmen und willigte schließlich unter dem Einfluss ihrer Freundin, der römischen Kaiserin Livia, ein, um es sich nicht mit ihrem Bruder zu verscherzen.
Salome gebar mehrere Töchter (unter anderem Berenike) und einen Sohn, Antipatros.

## Intrigen gegen Mariamnes Söhne
Herodes ließ seine Söhne, die er von Mariamne hatte, aus Rom zurückholen, um sich mit ihnen auszusöhnen und verheiratete 17 v. Chr. Alexandros mit der kappadokischen Königstochter Glaphyra sowie Aristobulos mit Berenike, der Tochter der Salome und des Kostobaros. Trotzdem verfolgte Salome (angeblich) Mariamnes Söhne mit dem gleichen Hass wie einst deren Mutter. Sie fürchtete sich nämlich, da sie eine Anstifterin zur Ermordung Mariamnes gewesen war, vor der Rache der präsumtiven Thronfolger, wenn diese einmal die Herrschaft antreten würden. Sie ließ die Prinzen sogar durch ihre Tochter Berenike ausspionieren, die sie auch ihrem Gatten entfremdete. Berenike erzählte der Salome, dass Alexandros und Aristobulos ihren Vater wegen dessen Exekutionsbefehl für Mariamne hassten und, einmal zur Macht gelangt, weibliche Verwandte des Herodes, die Kleider ihrer Mutter trügen, in Säcke stecken und gefangensetzen lassen wollten. Salome hinterbrachte dies sogleich ihrem Bruder, der sich zwar ärgerte, aber noch nichts gegen seine Söhne unternahm. Eine tiefe Abneigung hegte Salome auch gegen die stolze Glaphyra, weil sich diese wie einst Mariamne ihrer vornehmen Herkunft rühmte und über die bescheidenere Abstammung der Mitglieder der herodeischen Familie spottete.
Unterstützt von ihrem Bruder Pheroras hetzte Salome den Herodes, als er von seinem Aufenthalt bei Agrippa zurückkehrte (14 v. Chr.), weiter gegen seine Söhne von Mariamne auf, welche offen geäußert hätten, die Hinrichtung ihrer Mutter rächen zu wollen. Pheroras erzählte aber andererseits dem Alexandros, dass er durch Salome von der großen Liebe des Herodes zu Glaphyra gehört habe. Deshalb wurde Alexandros wie beabsichtigt gegen seinen Vater aufgebracht und beschwerte sich bei diesem bitter. Der unschuldige Herodes stellte aber seinen Bruder Pheroras zur Rede und stieß Drohungen gegen ihn aus. Um sich zu rechtfertigen, behauptete Pheroras, diese Verleumdungen gegen Herodes von dessen Schwester vernommen zu haben. Obwohl Salome dies sogleich unter Aufbietung lebhafter Körpersprache bestritt, konnte sie den Verdacht nicht mehr loswerden und zog sich auch den Zorn des Herodes zu.
Die ewigen Hetzreden gegen Mariamnes Söhne und vielleicht deren stolzes Auftreten zeigten schließlich doch Wirkung. Herodes ließ den Alexandros einkerkern, da er an ein Komplott seines Sohnes gegen ihn glaubte. Alexandros schrieb in seiner Verzweiflung, dass er wirklich eine Verschwörung gegen seinen Vater geplant habe, dass aber Pheroras und Salome eingeweiht gewesen seien; auch sei er von Salome zu einem außerehelichen Verhältnis gezwungen worden. Vor seiner zweiten Verhaftung behauptete Aristobulos, dass Salome einst dem Syllaios als Spionin gegen ihren Bruder gedient habe. Doch beide Söhne der Mariamne konnten sich nicht retten, indem sie ihre Feindin Salome in der geschilderten Weise zu beschuldigen suchten. Stattdessen beschloss die Schwester des Herodes die Hinrichtung der Prinzen mit (7 v. Chr.).

## Vernichtung von Antipatros
Später pflegten Pheroras und der älteste Königssohn Antipatros ein gutes Einverständnis miteinander, in dem Salome eine Gefahr für ihren Bruder sah. Um nicht den Zorn des Königs zu erregen, stritten nun Pheroras und Antipatros in der Öffentlichkeit scheinbar ständig miteinander, im Geheimen jedoch blieben sie Freunde. Salome durchschaute dieses Spiel und berichtete Herodes von geheimen Treffen und einem angeblichen Komplott der beiden Männer. Auch dass die Pharisäer Herodes’ Sturz und den Übergang des Königtums an Pheroras vorhergesagt hätten, hinterbrachte Salome ihrem Bruder, der daraufhin führende Pharisäer und andere beteiligte Personen hinrichten ließ. Wieder beteiligte sich Salome am Gerichtsverfahren gegen Antipatros, das der römische Statthalter Syriens, Publius Quinctilius Varus, leitete. Der angeklagte Prinz wurde besonders durch die gerade damals publik gewordene Tatsache belastet, dass er einen Brief an die Kaiserin Livia hatte fälschen lassen und als angebliche Verfasserin Salome hätte angeben wollen, um sie des Hochverrats beschuldigen und so ihren Untergang herbeiführen zu können. Auch Antipatros musste schließlich sterben (4 v. Chr.).

## Leben nach Herodes’ Tod

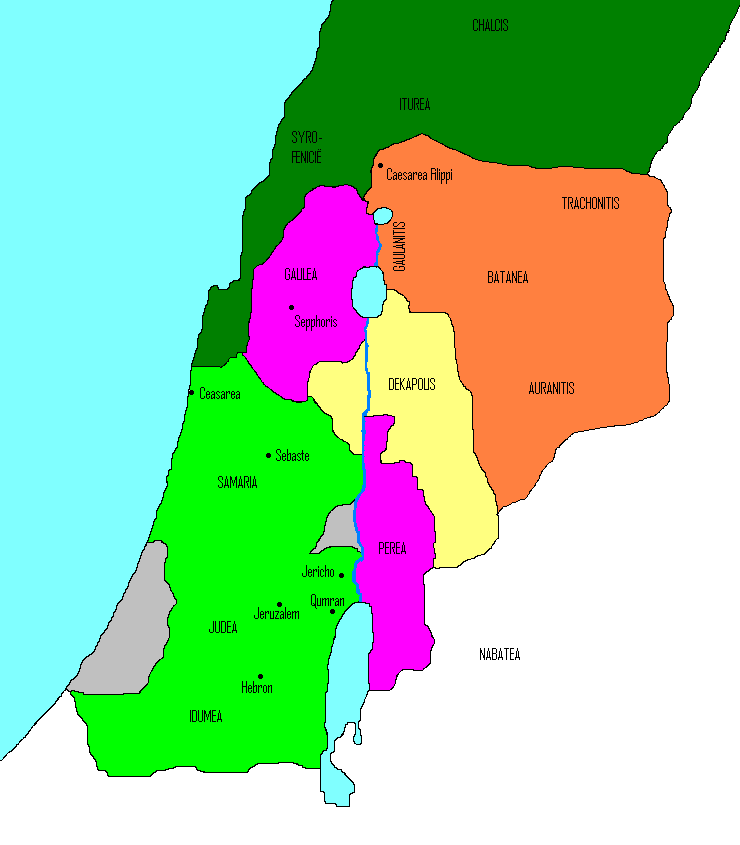
Die Aufteilung von Herodes’ Königreich nach seinem Tod 4 v. Chr.:
Herodianische Tetrarchie unter Herodes Archelaos
Territorium unter Herodes Antipas
Territorium unter Herodes Philippos
Salome I. (Städte Jawne, Azotos, Phaesalis)
römische Provinz Syria
Autonome Städte (Decapolis)

Doch auch Herodes selbst lag schon im Sterben und soll noch seiner Schwester und deren Gatten Alexas den Auftrag erteilt haben, sofort nach seinem Hinscheiden die im Hippodrom zu Jericho eingeschlossenen vornehmsten Juden ermorden zu lassen, damit sein Tod in einer ihm als König würdigen Totenklage richtig betrauert werde; denn die Juden würden sich schon auf seinen Tod freuen und ohne dieses Massaker nur über ihn spotten. Dieser Massenmord wurde jedoch von Salome und ihrem Gemahl nicht ausgeführt. Dieser Bericht des Josephus wird von der heutigen Forschung allgemein als ungeschichtlich betrachtet oder als spätere Erfindung der Salome, um sich bei den vom sterbenden Herodes tatsächlich im Hippodrom gefangengenommenen angesehenen Juden beliebt zu machen.
Laut dem letzten Testament des Herodes bekam Salome die Städte Iamnia, Azotos und Phasaelis und ein Barvermögen von 500.000 Drachmen. Wie andere Angehörige der Dynastie des Herodes reiste auch Salome nach dem Tod ihres Bruders zur Verteidigung ihrer Interessen mit ihren Kindern nach Rom. Dort intrigierte sie gegen einen weiteren Sohn Herodes’ des Großen, Herodes Archelaos, der laut dem letzten Testament seines Vaters diesem als Herrscher Judäas nachfolgen sollte und von Augustus die Bestätigung dafür einholen wollte. Stattdessen unterstützte Salome die Regierungsansprüche von Herodes’ Sohn Antipas, der nach einem früheren letzten Willen seines Vaters dessen Nachfolger hätte werden sollen. Der römische Kaiser entschied sich zwar im Sinne des verstorbenen Königs für Herodes Archelaos als Herrscher Judäas (ohne Königstitel), bedachte aber Salome und deren Tochter Berenike mit Ehrungen; und sie erhielt außer der Bestätigung ihrer testamentarischen Ansprüche noch den Königspalast von Askalon zugewiesen. Aus diesen Vermächtnissen bezog sie eine Pension von jährlich sechzig Talenten.
Salome starb um 10 n. Chr., als Marcus Ambibulus Prokurator von Judäa war. Den Bezirk von Iamnia (wohl mit der Stadt Azotos), Phasaelis sowie die Stadt Archelais, in deren Umgebung große Palmenwälder lagen, vermachte sie testamentarisch ihrer Freundin, der Kaiserin Livia.